# Plecoptera biguttata
Plecoptera biguttata là một loài bướm đêm trong họ Erebidae.